# San Marcello (Marken)
San Marcello ist eine italienische Gemeinde (comune) mit 2008 Einwohnern (Stand 31. Dezember 2023) in der Provinz Ancona in den Marken. Die Gemeinde liegt etwa 30 Kilometer westsüdwestlich von Ancona.

## Geschichte
Die Gemeinde wurde 1234 als Kolonie der Stadt Jesi gegründet. 

## Wirtschaft
In erster Linie wird hier der Lacrima di Morro d’Alba und der Verdicchio dei Castelli di Jesi classico angebaut. 